# Astochia muralidharani
Astochia muralidharani är en tvåvingeart som beskrevs av Joseph och Parui 1987. Astochia muralidharani ingår i släktet Astochia och familjen rovflugor. Inga underarter finns listade i Catalogue of Life.